# 3-я флотилия миноносцев кригсмарине
3-я флотилия миноносцев кригсмарине (нем. 3. Torpedoboots-Flottille) — соединение военно-морского флота нацистской Германии, одна из 9 флотилий миноносцев ВМФ Германии периода Второй мировой войны.
Флотилия создана в апреле 1941 года. В 1942—1943 годах действовала на Западе и в Северном море. В 1943—1944 годах флотилия использовалась в качестве учебного соединения при торпедной школе и при флотилиях подводных лодок, а также недолго действовала на Балтике. С 1944 несла службу в районе Скагеррака, у побережья Финляндии и в Восточной Балтике. Незадолго до конце войны дислоцировалась в районе Скагеррака и продолжала действовать до капитуляции Германии в мае 1945 года.

## Состав
В состав 3-й флотилии в разное время входили миноносцы T-13, T-14, T-15, T-16, T-17, T-18, T-19, T-20, T-21.

## Командиры
| Время                      | Командующий флотилией                 |
| -------------------------- | ------------------------------------- |
| май 1941 — октябрь 1942    | корветтен-капитан Ганс Вильке         |
| октябрь 1942 — ноябрь 1942 | капитан-лейтенант Рудольф Коппенхаген |
| ноябрь 1942 — июнь 1943    | корветтен-капитан Генрих Шуур         |
| июнь — сентябрь 1943       | корветтен-капитан Франц Колауф        |
| сентябрь — ноябрь 1943     | капитан-лейтенант Готцман             |
| ноябрь 1943 — декабрь 1944 | корветтен-капитан Вильгельм Ферлор    |
| декабрь — май 1945         | корветтен-капитан Гёпнер              |